# Charmed (Fernsehserie)
Charmed ist eine US-amerikanische Fernsehserie des Senders The CW und ein Reboot der Serie Charmed – Zauberhafte Hexen, die von 2018 bis 2022 erstmals ausgestrahlt wurde. Sie umfasst 72 Episoden in vier Staffeln. Im deutschsprachigen Raum lief die erste Staffel der Serie ab dem 13. Juni 2019 beim Sender sixx. Die zweite Staffel veröffentlichte sixx ab dem 6. August 2020 online sowie eine Woche später im Free-TV. Die Erstausstrahlung der dritten Staffel war ab dem 11. August 2021 auf dem Schweizer Sender 5+ zu sehen. Die erste Hälfte der finalen Staffel wurde ebenfalls vom Schweizer Sender 5+ ab dem 28. September 2022 und die zweite Hälfte vom österreichischen Sender ATV ab dem 29. Dezember 2022 erstausgestrahlt.

## Inhalt
In der fiktiven College-Stadt Hilltowne, Michigan, beginnt die Serie mit den Schwestern Mel und Maggie Vera, die mit ihrer Mutter Marisol leben, welche kurz darauf von einer unbekannten dämonischen Macht angegriffen und getötet wird. Drei Monate später stellen Mel und Maggie fest, dass sie eine ältere Halbschwester haben, Macy Vaughn, die jahrelang von ihrer Mutter geheim gehalten wurde, aber kürzlich nach Hilltowne gezogen ist, um einen neuen Job an der örtlichen Universität anzunehmen. Nachdem die Schwestern zum ersten Mal unter einem Dach sind, zeigen sie unerwartet neue magische Fähigkeiten. Die älteste Schwester, Macy, erhält die Kraft der Telekinese, die Mittlere, Mel, kann die Zeit anhalten, und die Jüngste, Maggie, kann die Gedanken der Menschen hören. Bald darauf versammelt ihr Wächter des Lichts – ein Berater, der Hexen schützt und führt – Harry Greenwood alle drei Schwestern und offenbart ihnen, dass sie Hexen sind, genau wie ihre Mutter es war. Marisol hatte die Kräfte ihrer Töchter blockiert, als sie geboren wurden, damit sie ein normales Leben führen konnten, und war gerade dabei, diese Kräfte in der Nacht, in der sie ermordet wurde, freizusetzen. Die Schwestern akzeptieren schließlich ihr neues Schicksal als „Die Mächtigen Drei“, das mächtigste Trio von Hexen, die Unschuldige beschützen und Dämonen besiegen.

## Charaktere

### Macy Vaughn
Macy ist die älteste Schwester. Sie ist ein ehrgeiziger aber auch zurückhaltender und pragmatisch denkender „Wissenschafts-Nerd“. Macy hat einen Doktortitel in Molekulargenetik und zieht zunächst nach Hilltowne, Michigan, um im dortigen Universitätslabor zu arbeiten. Als sie in der Stadt ankommt, findet Macy heraus, dass sie eine jüngere Halbschwester und eine jüngere Schwester hat. Macy besitzt die Fähigkeit der Telekinese, ähnlich wie die älteste Schwester Prue Halliwell aus der ursprünglichen Serie. Macy wurde als Baby tot geboren, aber durch Nekromantie wieder zum Leben erweckt, was dazu führte, dass sie eine dämonische Seite hatte. Später wurde ihr in der zweiten Staffel diese dämonische Seite entzogen. Sie und ihr Wächter des Lichts Harry werden am Ende der zweiten Staffel ein Paar. Im Finale der dritten Staffel stirbt sie auf ähnliche Weise wie ihr Gegenstück Prue.

### Melanie „Mel“ Vera
Mel ist die mittlere Halbschwester in der Familie. Sie gilt als willensstarke Feministin und leidenschaftliche Aktivistin. Mel ist zu Beginn der Serie Doktorandin in der Abteilung für Frauenstudien an der Hilltowne Universität. Sie ist eine Lesbe, die zuvor in einer Beziehung mit der Polizistin Niko und der Hexe Jada Shields war. Mel hat die Fähigkeit, die Zeit einzufrieren, ähnlich wie die ursprüngliche mittlere Schwester Piper Halliwell aus der Originalserie. Später entwickelt Mel molekulare Manipulationen, die Pipers Kräften noch ähnlicher sind und es ihr ermöglichen, Moleküle zu verlangsamen oder zu beschleunigen, um Eis oder Hitze zu erzeugen.

### Margarita „Maggie“ Vera
Maggie ist die jüngste Schwester. Sie ist eine lebenslustige und gutherzige Studienanfängerin an der Hilltowne-Universität, die sich bei einer Schwesternschaft bewirbt. Maggie ist zunächst gar nicht begeistert als sie erfährt, dass sie eine Hexe ist, da sie beliebt sein und dazugehören möchte. Maggie hat die Fähigkeit der Empathie, die es ihr ermöglicht, die Gefühle anderer Menschen zu lesen. Dies ist einer der ersten Unterschiede zur Originalserie, da die ursprünglich jüngste Schwester Phoebe Halliwell aus der Originalserie zunächst die Fähigkeit der Vorahnung hatte. Maggie entwickelt später dieselbe Fähigkeit. Sie entwickelt auch die Fähigkeit der emotionalen Beeinflussung, die es ihr ermöglicht, ihre Emotionen auf andere zu übertragen, ähnlich wie Phoebes Kraft der psychischen Reflexion.

### Harry Greenwood
Harry ist der Wächter des Lichts der Schwestern – ein Schutzengel, der Hexen beschützt und leitet. In der ersten Folge gibt sich Harry zunächst als Professor und Vorsitzender der Abteilung für Frauenstudien an der Hilltowne Universität aus, bis er alle drei Schwestern versammelt, um sie wieder zu vereinen und sie über ihr Schicksal als die Mächtigen Drei zu informieren. Er erinnert sich nicht an sein Leben als Mensch. Am Ende der ersten Staffel zeigt sich, dass er Gefühle für Macy entwickelt hat. Am Ende der zweiten Staffel werden er und Macy ein Paar.

### Michaela „Kaela“ Danso
Kaela ist eine Künstlerin und Mechanikerin aus Philadelphia mit der Fähigkeit der Manifestation, mit der sie ihre Kunst „zum Leben erwecken“ kann. Nach Macys Tod in Staffel 3 hilft Kaela die Macht der Drei wiederherzustellen und wird somit als eine der Mächtigen Drei offenbart, obwohl ihre Verbindung zu Maggie und Mel zum Zeitpunkt ihrer Einführung nicht eindeutig ist. Es stellt sich später heraus, dass sie durch eine Stammzellenspende von Macy, welche sie von ihrem Krebsleiden heilte, mit den Schwestern verbunden ist und sich dadurch ihre Kräfte manifestierten.

## Besetzung und Synchronisation
Die Synchronisation der Serie wurde bei der Scalamedia nach einem Dialogbuch von Janne von Busse und Marina Rehm unter der Dialogregie von Maren Rainer und Andrea Wick in München erstellt.
| Schauspieler         | Rollenname                             | Hauptrolle (Episode) | Nebenrolle (Episode) | Gastrolle (Episode)  | Synchronsprecher        |
| -------------------- | -------------------------------------- | -------------------- | -------------------- | -------------------- | ----------------------- |
| Melonie Diaz         | Melanie „Mel“ Vera                     | 1.01–4.13            |                      |                      | Lea Kalbhenn            |
| Sarah Jeffery        | Margarita „Maggie“ Vera                | 1.01–4.13            |                      |                      | Paulina Rümmelein       |
| Madeleine Mantock    | Macy Vaughn                            | 1.01–3.18            |                      |                      | Maresa Sedlmeir         |
| Rupert Evans         | Harry Greenwood, früher James Westwell | 1.01–4.13            |                      |                      | Oliver Scheffel         |
| Rupert Evans         | „Jimmy“, Harrys Wächter der Finsternis | 2.01–3.03            |                      |                      | Oliver Scheffel         |
| Ser’Darius Blain     | Galvin Burdette                        | 1.01–1.22            |                      |                      | Karim El Kammouchi      |
| Ellen Tamaki         | Niko Hamada                            | 1.01–1.22            |                      |                      | Farina Brock            |
| Nick Hargrove        | Parker Caine                           | 1.07–1.22            | 1.03–1.05 2.07–2.16  |                      | Felix Mayer             |
| Jordan Donica        | Jordan Chase                           | 2.01–4.13            |                      |                      | Jochen Paletschek       |
| Poppy Drayton        | Abigael „Abby“ Jameson-Caine           | 2.03–3.17            |                      |                      | Gabrielle Pietermann    |
| Lucy Barrett         | Michaela „Kaela“ Danso                 | 4.01–4.13            |                      |                      | Anouk Elias             |
| Valerie Cruz         | Marisol Vera                           |                      | 1.01–3.12            |                      | Claudia Lössl           |
| Natalie Hall         | Lucy                                   |                      | 1.01–1.20            |                      | Andrea Wick             |
| Virginia Williams    | Charity Callahan                       |                      | 1.04–1.21            |                      | Elisabeth Günther       |
| Craig Parker         | Alastor alias Alistair Caine           |                      | 1.04–1.21            |                      | Martin Halm             |
| Constantine Rousouli | Hunter Caine                           |                      | 1.05–1.20            |                      | Nils Dienemann          |
| Rya Kihlstedt        | Julia Wagner                           |                      | 1.07–1.19            |                      | Alexandra Ludwig        |
| Aleyse Shannon       | Jada Shields                           |                      | 1.07–1.19            |                      | Shandra Schadt          |
| Leah Pipes           | Fiona Callahan                         |                      | 1.10–1.21            |                      | Jo Kern                 |
| Christin Park        | Swan                                   |                      | 2.01–4.05            |                      | Lara Wurmer             |
| Shiva Kalaiselvan    | Katrina „Kat“ Chandra                  |                      | 2.01–2.07            |                      | Katharina Friedl        |
| Nathan Witte         | Godric                                 |                      | 2.02–2.16            |                      | Paul Sedlmeir           |
| Eric Balfour         | Julian Shea                            |                      | 2.09–3.02            |                      | Patrick Schröder        |
| Félix Solis          | Raymond „Ray“ Vera                     |                      | 2.09–2.18 4.06, 4.09 |                      | Ole Pfennig             |
| Peyton List          | Nadia                                  |                      | 2.10–3.02            |                      | Jacqueline Belle        |
| Melinda McGraw       | Vivienne Laurent                       |                      | 2.11–3.02            |                      | Carin C. Tietze         |
| Bethany Brown        | Ruby Malone                            |                      | 2.12–4.08            |                      | Stefanie Dischinger     |
| Kandyse McClure      | Ishta alias Die Hüterin                |                      | 2.13–4.13            |                      | Katharina Schwarzmaier  |
| Kate Burton          | Celeste                                |                      | 2.15–3.18            |                      | Christina Hoeltel       |
| Jason Diaz           | Antonio Garcia                         |                      | 3.04–3.16            |                      | Jan Makino              |
| Mareya Salazar       | Joséfina Reyes                         |                      | 3.09–4.13            |                      | Malika Bayerwaltes      |
| Heather Doerksen     | Aladria                                |                      | 3.10–3.17            |                      | Tinka Kleffner          |
| Aryeh-Or             | Mo                                     |                      | 3.10–3.14            |                      | René Oltmanns           |
| Shi Ne Nielson       | Roxie                                  |                      | 4.01–4.13            |                      | Natascha Geisler        |
| Jessica Hayles       | Sunny                                  |                      | 4.02–4.10            |                      | Friederike Sipp         |
| Jed Rees             | Quentin Moore alias Tallyman           |                      | 4.02–4.06            |                      | Matthias Kupfer         |
| Kapil Talwalkar      | Dev Banerjee                           |                      | 4.03–4.10            |                      | Felix Auer              |
| Natasha Henstridge   | Diana                                  |                      | 4.10–4.13            |                      | Solveig Duda            |
| Nazneen Contractor   | Inara                                  |                      | 4.11–4.13            |                      | Elisabeth von Koch      |
| Brendon Zub          | Trip Bailey (alias) Hunter Caine       |                      |                      | 1.01–1.02, 1.04 1.05 | Tim Schwarzmaier        |
| Charlie Gillespie    | Brian                                  |                      |                      | 1.01–1.02            | Tobias John von Freyend |
| Leah Lewis           | Angela Wu                              |                      |                      | 1.02–1.04            | Anna Ewelina            |
| Thomas Cadrot        | Dexter Vaughn                          |                      |                      | 1.12                 | Patrick Schröder        |
| Leonard Roberts      | Dexter Vaughn                          |                      |                      | 2.18, 4.08–4.09      | Thomas Wenke            |
| Chloe Bridges        | Tessa Flores-Cohen                     |                      |                      | 1.18–1.19            | Kathrin Gaube           |
| Azura Skye           | Helen McGantry                         |                      |                      | 2.04, 2.12           | Melanie Manstein        |
| Diane Farr           | Francesca Jameson                      |                      |                      | 3.12–3.13, 3.17      | Marina Köhler           |
| Jessica Sipos        | Waverly Jameson                        |                      |                      | 3.16–3.17            | Melanie Manstein        |
| Mya Lowe             | Brynn                                  |                      |                      | 4.01–4.02            | Alina Freund            |
| Lauren Gaw           | Ishani                                 |                      |                      | 4.11, 4.13           | Patricia Strasburger    |

## Produktion
Die erste Staffel besteht aus 22 Episoden. Im Januar 2019 wurde die Serie um eine zweite Staffel mit ebenfalls 22 Episoden verlängert. Durch die Auswirkungen der COVID-19-Pandemie musste die Produktion der Staffel vorzeitig beendet werden. Dadurch umfasst die zweite Staffel lediglich 19 Episoden, wobei die verbleibenden drei Episoden zu Beginn der dritten Staffel, welche im Januar 2020 bestellt wurde, gesendet wurden. Ebenfalls aufgrund der Pandemie wurde der Beginn der dritten Staffel von Herbst 2020 auf Januar 2021 verschoben und auf 18 Episoden gekürzt. Anfang Februar 2021 wurde die Serie um eine vierte Staffel verlängert, welche 13 Episoden umfasst und von März bis Juni 2022 ausgestrahlt wurde.

Im Mai 2022 wurde bekanntgegeben, dass die Serie nach der vierten Staffel eingestellt wird.